# Tsoabichi
Tsoabichi es un género extinto de crocodiliano caimanino. Sus fósiles se han encontrado en la Formación Green River en Wyoming, Estados Unidos, y datan de la etapa del Wasatchiano del Eoceno. El género fue nombrado y descrito en 2010 por el paleontólogo Christopher A. Brochu, siendo la especie tipo Tsoabichi greenriverensis. De acuerdo con el entendimiento presente de las relaciones evolutivas de los caimanes, Tsoabichi es un miembro basal de Caimaninae y probablemente evolucionó poco después de que los caimanes se dispersaran en Norteamérica desde el norte y el centro de Suramérica, su principal centro de diversidad en el Paleozoico.

## Descripción
Algunos caimanes actuales como el caimán de anteojos tienen unos "anteojos", formados por un borde óseo entre los ojos. Tsoabichi carece de anteojos, pero tiene tres bordes pequeños entre las órbitas oculares. En Tsoabichi, bordes distintivos son vistos alrededor de la fenestra supratemporal, dos agujeros sobre la bóveda craneal. La mayor parte del hueso supraoccipital se encuentra en la parte superior del cráneo y tiene una forma de letra V. A ambos lados del supraoccipital están los huesos parietales, que forman el borde posterior de la bóveda craneal. Junto al hocico, el hueso nasal forma una cresta delgada que se estrecha a medida que se aproxima a la narina externa en donde se localizan las fosas nasales.
Los osteodermos dorsales (escudos óseos a lo largo de la espalda) eran más anchos que ñps de otros caimanes. Algunos tenían dos quillas en su superficie externa. Tsoabichi también tenía osteodermos ventrales bipartitos en su zona inferior.

## Filogenia
Tsoabichi fue incluido en un análisis filogenético cuando fue descrito en 2010. Brochu (2010) encontró que era un miembro basal de Caimaninae cercanamente relacionado con el género moderno Paleosuchus. El análisis de Hastings et al. (2013), que incluyó a muchas especies de caimanes, también situó a Tsoabichi en una posición basal dentro de Caimaninae como el taxón hermano del grupo corona de los caimanes (el clado menor que incluye a todos los caimanes vivientes y a su más reciente ancestro común). Eocaiman y Culebrasuchus son sucesivamente más basales que Tsoabichi.

## Biogeografía
Tsoabichi es el único caimán conocido que vivió más al norte de lo que ahora es México; la mayoría de los caimanes tanto vivientes como extintos vivieron en Centro y Suramérica. Se cree que los caimanes se originaron en Norteamérica en el Cretácico Superior, aunque es más probable que Tsoabichi se originara de una población suramericana que reingresó en Norteamérica a principios del Eoceno. La ruta por la cual esa población alcanzó el hemisferio norte es desconocida. Una ruta marítima es improbable dado que los caimanes actuales tienen una baja tolerancia al agua salada, además de que Norte y Suramérica estaban separados por una gran extensión de océano. Una ruta terrestre continua no apareció hasta que se formó el istmo de Panamá varias decenas de millones de años después durante el Plioceno, y una cadena de islas potencialmente transitable no se pudo formar hasta el levantamiento tectónico entre los dos continentes al final del Eoceno. Una explicación biogeográfica alternativa es que Tsoabichi desciende de una población de caimanes primitivos que nunca dejó Norteamérica, pero lo que hace improbable esta hipótesis es que requiere de múltiples dispersiones independientes en Centro y Suramérica (incluyendo una para Culebrasuchus, otra para Eocaiman, otra más para Paleosuchus, y una final para los caimanes derivados).